# بلدة أمبوي (مقاطعة فولتن)
بلدة أمبوي هي واحدة من اثنتي عشرة بلدة في مقاطعة فولتون، أوهايو، الولايات المتحدة. اعتبارًا من تعداد 2010 كان عدد السكان 1846.

## الاسم والتاريخ
تم تنظيم بلدة أمبوي في عام 1837.

## روابط خارجية
- موقع المقاطعة